# Castilia aurora
Castilia aurora är en fjärilsart som beskrevs av Johannes Karl Max Röber 1914. Castilia aurora ingår i släktet Castilia och familjen praktfjärilar. Inga underarter finns listade i Catalogue of Life.